# 纳伦·钱德拉·达斯
纳伦·钱德拉·达斯（英語：Naren Chandra Das）是印度士兵，曾在印度陆军历史上最悠久的准军事组织阿萨姆步枪队服役，军衔为中士。1959年第十四世达赖喇嘛逃离西藏时，达斯与其他几名士兵负责在中印边境护卫达赖喇嘛，他是护卫队伍中最后一位逝世的士兵。

## 生平
达斯出生在提斯浦尔附近的洛克拉（Lokra），在巴利帕拉（Balipara）长大。1957年，他参军入伍加入阿萨姆步枪队，并在1959年完成训练成为步枪手，时年22岁。

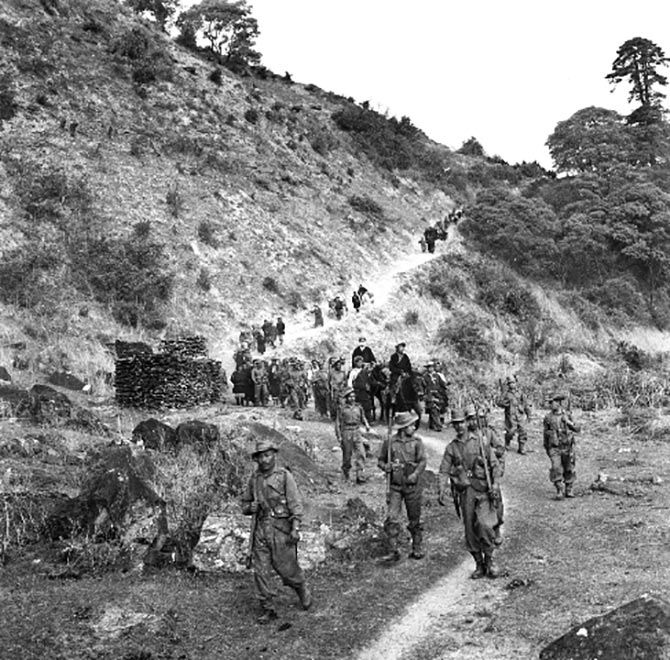
阿萨姆步枪队保护越过印藏边境的达赖喇嘛。

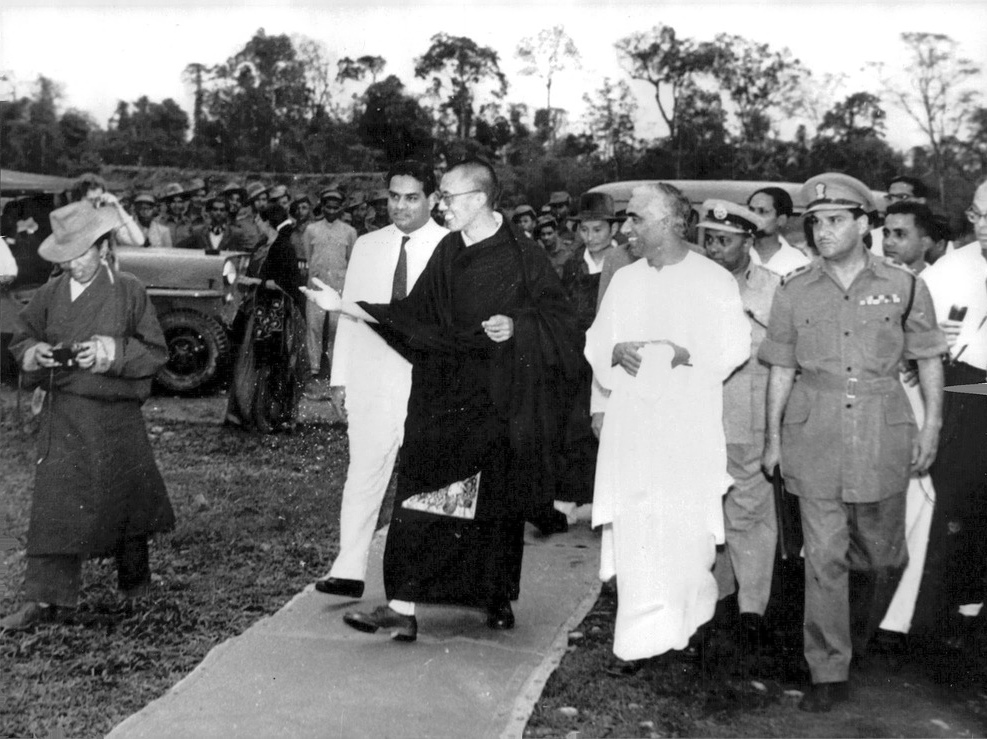
1959年4月18日，达赖喇嘛在印度和P·N·梅昂 (外交官)会面。

1959年3月，达斯与5名士兵和班长前往边境地区护卫第十四世达赖喇嘛，欢迎他来到印度。1959年西藏骚乱后，达赖喇嘛便逃离西藏，并在途中乔扮成士兵以躲避中国人民解放军追捕。当时达斯在阿萨姆步枪队第9排担任步枪手。接到命令后，他和其他护卫队成员从卢姆拉出发，前往印藏边境的沙克蒂（Shakti）。护卫队携带着李-恩菲尔德步枪抵达沙克蒂后，护送骑着马和牦牛的达赖喇嘛和警卫。第9排在此之前便已安排数名士兵将达赖喇嘛从朱唐博（Zuthangbo）转移至沙克蒂。达赖喇嘛在卢姆拉受到款待后，便马不停蹄地前往阿鲁纳恰尔邦的达旺镇。在转移至邦迪拉前，达赖喇嘛在达旺接受了阿萨姆步枪队仪杖队致敬。
达斯与达赖喇嘛在2017年河流节庆祝活动中时隔60年再次见面。2018年，达斯受邀前往藏人行政中央所在地达兰萨拉麦克罗干吉。
达斯退役后居住在出生地洛克拉。2021年12月27日，达斯在家中逝世，享年83岁。他是最后一位在世的护送达赖喇嘛逃离西藏的士兵。阿萨姆步枪队发表声明称「已故纳伦·钱德拉·达斯中士是1959年成功护送和陪伴达赖喇嘛尊者抵达印度国土的七名勇士中，唯一幸存的战士。他英勇的事迹和不屈不挠的战士精神继续激励着东北地区无数年轻的哨兵。」西藏人民议会议长堪布索南丹培在吊唁信中表示，达斯将“永远因其对印度国家和人民杰出的无私奉献而被铭记。我们藏人将永远把他铭记在心。”